# Widow's Weeds (Silversun Pickups)
Widow's Weeds è il quinto album in studio del gruppo musicale statunitense Silversun Pickups, pubblicato nel 2019.

## Tracce
1. Neon Wound – 5:38
2. It Doesn't Matter Why – 4:08
3. Freakazoid – 4:49
4. Don't Know Yet – 4:24
5. Straw Man – 3:04
6. Bag of Bones – 4:58
7. Widow's Weeds – 5:17
8. Songbirds – 5:04
9. Simpatico – 5:18
10. We Are Chameleons – 5:10

Durata totale: 47:50

## Formazione
- Brian Aubert – voce, cori, chitarra, tastiera
- Nikki Moninger – basso, cori
- Joe Lester – tastiera, sintetizzatore
- Christopher Guanlao – batteria, percussioni